# ハルロック
『ハルロック』は、西餅による日本の漫画作品。

## 概要
週刊『モーニング』（講談社）にて2014年第19号から2015年16号まで連載された。
「電子工作×女子大生＝今まで見たこともないマンガ！」と銘打ち、かつて「分解魔」、「ドライバー少女」と言われた「はるちゃん」が電子工作で活躍する内容となっている。作中に出てくる「猫ツイッター」は実際に作成され、「Maker Faire Tokyo 2014」へ出展した。

## 連載まで
連載の案を練ってたころ「女の子とメカの組み合わせ」「理系の女子」をテーマにしたいとぼんやり考えながらも、それではあまりにも漠然としていて、どうしようかと思っていたところ、IT関係の仕事をしている夫に突然「電子工作は？」と言われたのが本作のコンセプトにたどり着くきっかけ。
パイロット版となる同題名の読切が、週刊モーニング「プレミアム読み切り劇場REGALO」枠で掲載された（単行本第1巻巻末に収録）。連載版とは設定が細部で異なっている。またそれに先立ち、『まんがくらぶオリジナル』（竹書房）2013年7月号に類似した設定の4コマ漫画『はるでん』が読切として掲載されている。

## あらすじ
幼少時、買ったばかりの炊飯器やDVDプレーヤーを興味本位で分解した晴は、家族から分解魔と恐れられ、ドライバーを封印される。それでも、ドライバーを求めて御近所をうろつき回り、今度はドライバー少女と恐れられるほどであった。月日が流れ、高校生の時に電気部顧問の影響を受けて電子工作に目覚めた晴は、大学生になってもすぐに帰宅かアキバかの二択という、変わった女子大生生活の日々を送っている。
そんな風変わりなしょっぱめ個性派女子である彼女が、様々な人々との出会いを通じ、趣味の範疇でしかなかった電気工作を人の役に立つ仕事として昇華させていくまでを描く。

## 登場人物
向阪 晴（さきさか はる）
本作の主人公で女子大生。幼少時より電気機器の構造に並々ならぬ興味関心を示しており、「分解魔」「ドライバー少女」と恐れられており、高校時代に何となく入った電気部の顧問の河原崎先生から電子工作を薦められ、電子工作に目覚める。
性格はぼんやりしているが素直でやさしく、趣味の電子工作の普及も兼ねて電子工作で人助けを行う。どこかずれた部分があり好奇心を持つ方向が予測不可能。電子工作普及の為に電子工作教室も開いている。
晴の母
女の子らしくない電子工作の趣味をもつ晴の将来を心配しつつも、娘を愛しているがゆえに何も言えないでいる。家電を買い換えたくてもハルが修理してしまう為、新しいものを導入できないなどのジレンマを抱えている。ソフトボール経験者(主にキャッチャー)で、ストレスが限界に達するとバッティングセンターで憂さ晴らしをする。
晴の父
晴を暖かく見守りつつも、普通の女の子とはかなりズレつつあるハルの趣味にやはり不安を抱いている。節約家。
河原崎 数一（かわらざき かずいち）
物理教師。晴の恩師で、晴を電子工作の世界に引き込んだ張本人。浅草橋工業高校に勤務。電子工作大好き人間で隙あらば電子工作布教活動を行う。作者の次作『僕はまだ野球を知らない』では浅草橋工業高校野球部の部長（顧問教師）として登場。
高校生の時に文化祭で作ったケミコン銃の誤射事件を起こし、殺傷能力があるとして押収された上に本人も警察署に連行されてしまった結果、トラウマになっている。
うに先輩
晴が秋葉原の電気店で出会った小学生。電子工作についての知識の豊富さから、晴は尊敬を込めて「うに先輩」（いか→新鮮ないか→うにの順序で、うには晴にとっての上位ランク）と呼ぶようになった。周りの友達からは「ハカセ」と呼ばれている。
Make Faireの出展にあたっては小学生にも関わらず、長時間晴にこきつかわれた。どんどん自分を巻き込んでいく晴に恐怖を感じている。
真下 六祐（ましも ろくすけ）
本作のもう一人の主人公で浅草橋工業高校の生徒。電子科1年B組。晴の幼なじみ。両親が離婚して母子家庭育ちであり、幼い頃より本を読みふけりながら一人ぼっちで過ごす孤独な日々を送っていた時期に隣に越してきた幼少時代の晴と出会う。当時から分解魔だった彼女と接しているうちに、自分も晴に分解されたいという不思議な衝動が芽生え、晴に執着するようになってしまい、ついには晴ちゃんストーカーと呼称されるまでになってしまった。(そのストーカー癖は実は父親譲りらしい)
かつては様々な本を読みこなしていたことから神童とよばれていたが、文系で理数系が苦手なのに晴を理解しようと浅草橋工業高校へと進学してから成績は最下位になってしまう。晴の電子工作を手伝う内に少しずつ電子工作の世界に引き込まれつつある。からっぽで何もない自分にコンプレックスを抱いているが、歩みは遅くとも少しずつ電子工作の分野を理解すべく努力しており、学校のクラスメイトの要望に応えて晴の力を借りつつ様々な発明を作ったことで感謝されることに喜びを覚えるまでになっていく。
小松さほり（こまつ さほり）
晴のクラスメイト。ぼっち。当初は晴の趣味が理解できず引きまくっており、彼女の趣味を真っ向から変呼ばわりしていた。
憧れの佃君との付き合いのきっかけを作ってもらったり、大食いの佃君に付き合う内に激太りしたため晴の発明でダイエットの助けしてもらったりしており、なんだかんだでよき友人として付き合いを続けている。
葛西（かさい）
晴のクラスメイト。女子力高め。小松さん同様、晴の趣味を理解できずにいたが、彼女が発明で人助けする姿を見て徐々に認めるようになり、在学中の起業を決意した晴に触発され、野球選手の妻になる近道にという理由でアナウンサーになるという目標を抱くようになる。
佃（つくだ）
晴のクラスメイト。一食で総重量4キロ近く食べても太らないほどの細マッチョで大食い。
今村さん
プログラマー（6年目）の女性。友達に誘われて訪れたMake Faireの会場で晴に出会う。晴が作った猫ツイッターを見て感動し、電子工作に興味を持ち始める。迷っている時間は全部行動にあてた方がいいと考えており、決断が早い。さらに強引な性格も垣間見られる。
晴が講師を務める電子工作教室に、小学生向けの教室にもかかわらず参加。晴にとって自分の趣味を共有できる初めての同性で、晴の脳内ブレーカーが落ちるくらい喜ばれた。晴に起業を勧める。

## 登場する企業
株式会社 SUMi
晴が起した会社。行動を共にするみんなの頭文字（S=向坂、U=うに先輩、M=真下、i=今村）を組み合わせて社名にした。SUM関数のSUMにimagination（想像力）のiを組み合わせて「想像力を合算せよ」的な意味を強引に持たせた。

## 既刊一覧

### 単行本
- 西餅 『ハルロック』講談社《モーニングKC》、全4巻
  1. 2014年7月23日発行（同日発売）、ISBN 978-4-06-388359-6
  2. 2014年10月23日発行（同日発売）、ISBN 978-4-06-388385-5
  3. 2015年1月23日発行（同日発売）、ISBN 978-4-06-388420-3
  4. 2015年4月23日発行（同日発売）、ISBN 978-4-06-388451-7